# Islandia en los Juegos Olímpicos de Londres 2012
Islandia estuvo representada en los Juegos Olímpicos de Londres 2012 por un total de 28 deportistas que compitieron en 6 deportes. Responsable del equipo olímpico fue la Asociación Deportiva y Olímpica de Islandia, así como las federaciones deportivas nacionales de cada deporte con participación.
La portadora de la bandera en la ceremonia de apertura fue la lanzadora de jabalina Ásdís Hjálmsdóttir. El equipo olímpico islandés no obtuvo ninguna medalla en estos Juegos.